# NGC 1300
NGC 1300 est une galaxie spirale barrée de grand style située dans la constellation de l'Éridan. Elle a été découverte par l'astronome britannique John Herschel en 1835.

## Caractéristiques
La classe de luminosité de NGC 1300 est II-III et elle présente une large raie HI

### Distance
Sa vitesse par rapport au fond diffus cosmologique est de 1 430 ± 11 km/s, ce qui correspond à une distance de Hubble de 21,1 ± 1,5 Mpc (∼68,8 millions d'al).
À ce jour, 27 mesures non basées sur le décalage vers le rouge (redshift) donnent une distance de 14,789 ± 4,239 Mpc (∼48,2 millions d'al), ce qui est tout juste à l'extérieur des valeurs de la distance de Hubble. Notons cependant que c'est avec la valeur moyenne des mesures indépendantes, lorsqu'elles existent, que la base de données NASA/IPAC calcule le diamètre d'une galaxie et qu'en conséquence le diamètre de NGC 1300 pourrait être d'environ 56,2 kpc (∼183 000 al) si on utilisait la distance de Hubble pour le calculer.

## Morphologie
NGC 1300 a été utilisée par Gérard de Vaucouleurs comme une galaxie de type morphologique SB(s)b dans son atlas des galaxies,.

### Un disque entourant le noyau
Grâce aux observations du télescope spatial Hubble, on a détecté un disque de formation d'étoiles autour du noyau de NGC 1300. La taille de son demi-grand axe est estimée à 400 pc (~1305 années-lumière).

### La photographie captée par le télescope spatial Hubble

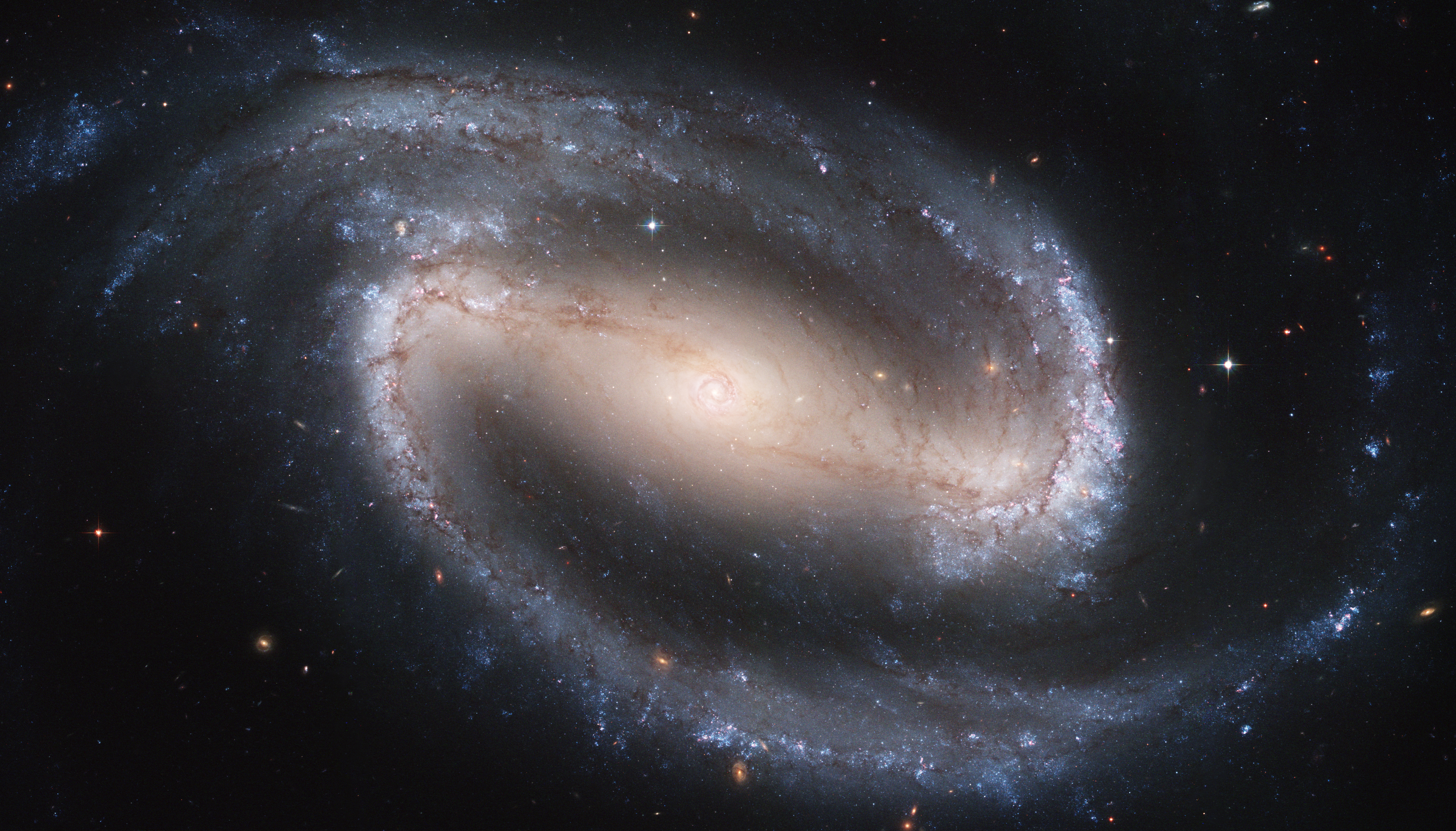
NGC 1300 par le télescope spatial Hubble.

L'image à gauche a été réalisée à l'aide de photographies prises par le télescope spatial Hubble en septembre 2004. C'est l'une des images les plus grandes réalisées à ce jour, car elle mesure 4 pieds sur 8 pieds (1,22 m par 2,44 m). Les photos ont été prises à travers quatre filtres par l'imageur ACS (Advanced Camera for Surveys) installé sur le télescope : un filtre violet centré sur 435 nm, un filtre vert-jaune de 555nm, un filtre infrarouge de 814nm et le filtre H-alpha de 658nm pour capter la lumière de l'hydrogène.
La haute résolution des photos prises par Hubble permet de voir une multitude de détails, dont certains n'avaient jamais été observés, dans les bras, le disque, le bulbe et le noyau de la galaxie. On peut y voir des supergéantes bleues et rouges, des amas d'étoiles et des régions rosâtres de formation d'étoiles. 

Au centre de la galaxie, le noyau de NGC 1300 présente une extraordinaire et distincte structure d'une « galaxie spirale de grand style ». Cette spirale s'étend sur environ 3000 années-lumière. Seules les galaxies munies d'une longue barre centrale semblent avoir un disque interne présentant une structure spirale, une spirale dans une spirale. Des modèles montrent que le gaz dans la barre peut être canalisé vers le centre, prendre la forme d'une spirale et éventuellement nourrir un trou noir. Cependant, NGC 1300 ne présente pas de noyau actif soit parce qu'il n'y a pas de trou noir ou que peu de matière tombe dans le trou noir qui s'y trouve.

## Trou noir supermassif
Selon une étude réalisée auprès de 76 galaxies par Alister Graham, le bulbe central de NGC 1300 renfermerait un trou noir supermassif dont la masse est estimée à 7,3+6,9
−3,5 x 107 {\displaystyle M_{\odot }}.

## Groupe de NGC 1300
NGC 1300 est la galaxie la plus grosse et la plus brillante d'un groupe de galaxies qui porte son nom. Le groupe de NGC 1300 compte au moins 4 galaxies. Les trois autres galaxies du groupe sont NGC 1297, PGC 12680 et ESO 549-5. Le groupe de NGC 1300 fait partie de l'amas de l'Éridan.

## Galerie

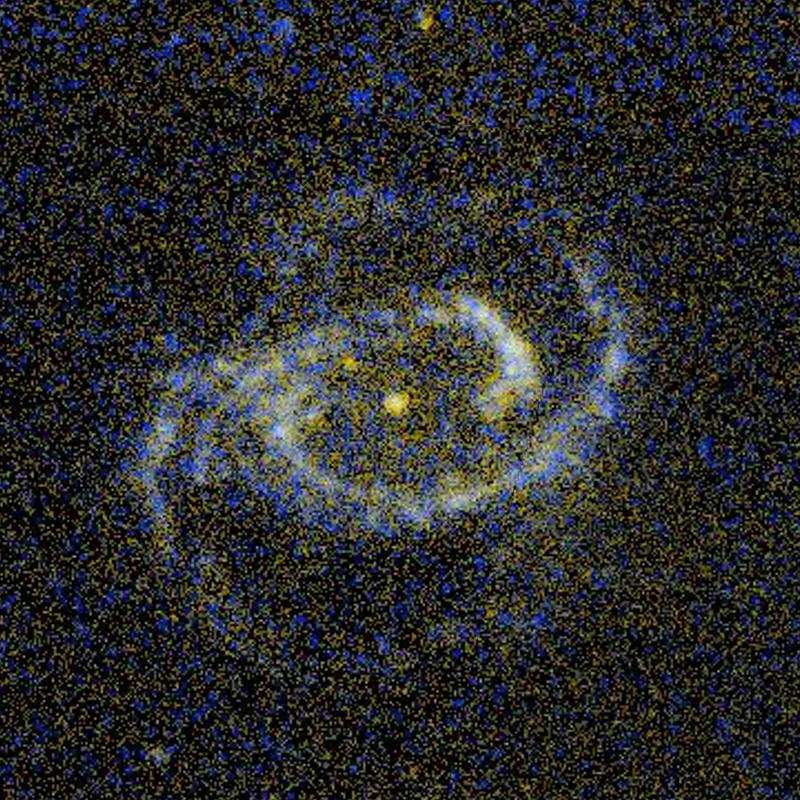
NGC 1300 vue dans le domaine des ultraviolets par le télescope spatial GALEX.
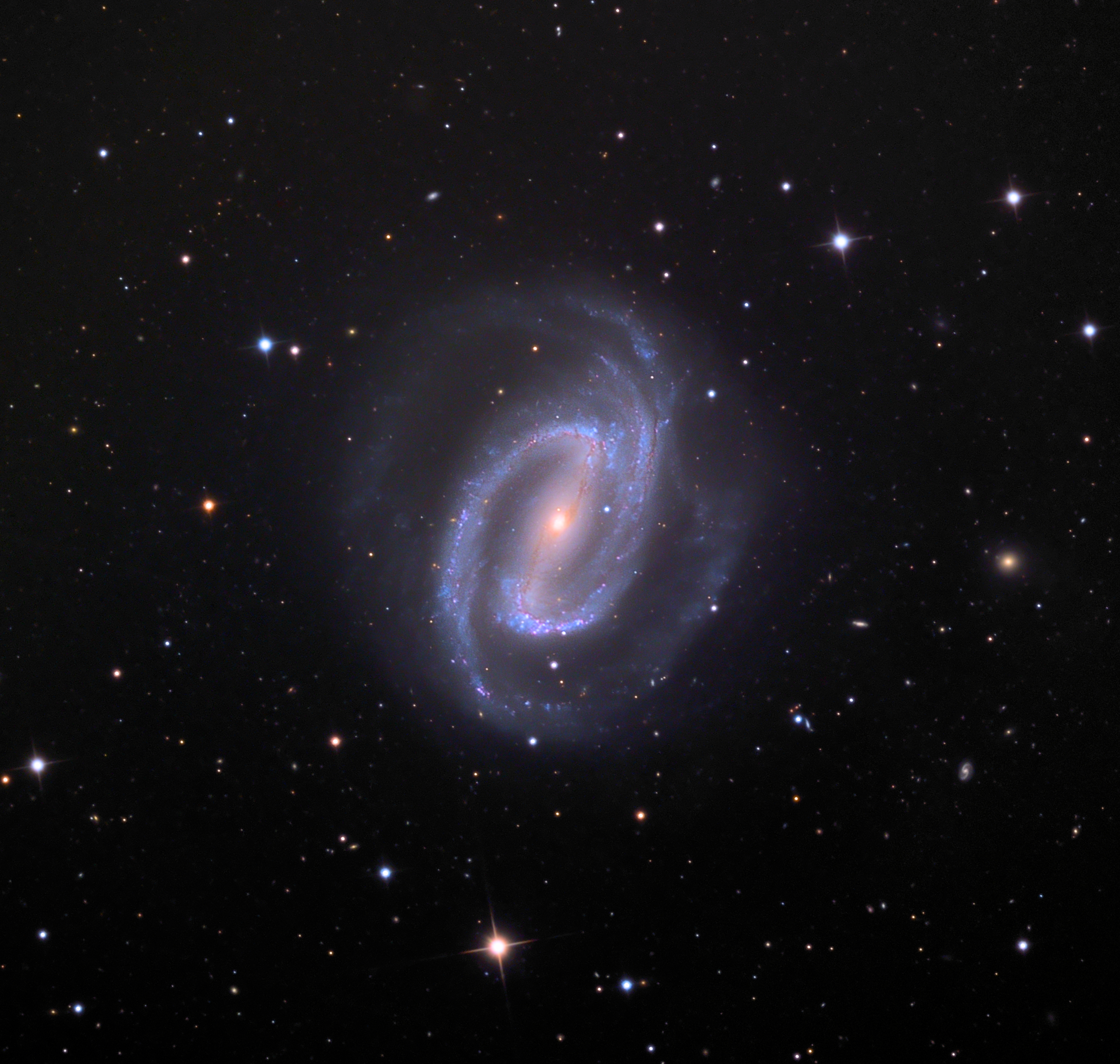
NGC 1300 photographiée par un astronome amateur.
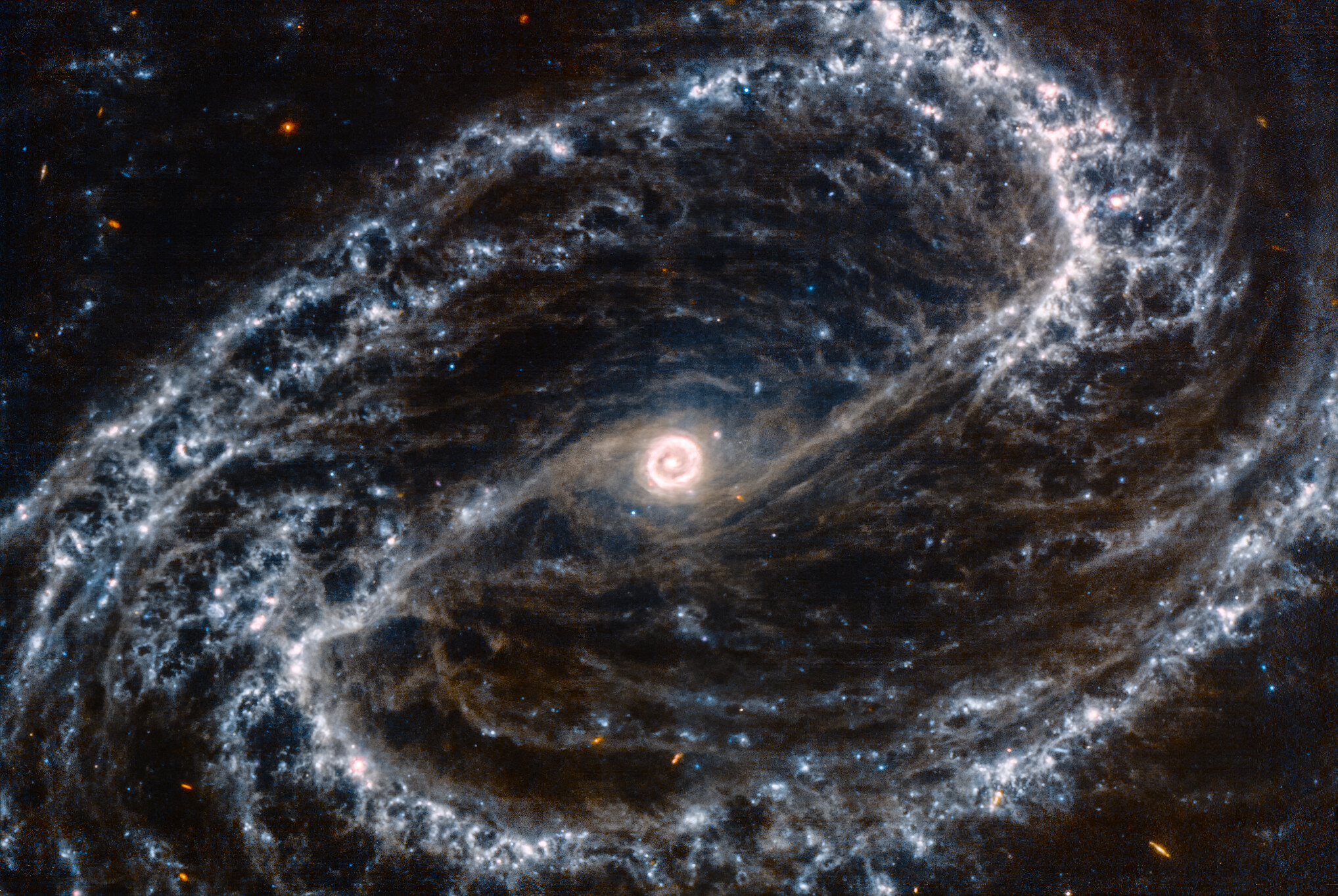
NGC 1300 imagée par l'instrument MIRI du télescope spatial James-Webb.